# بيير عيسى
بيير سانيتاريب عيسى (ولد في 11 سبتمبر 1975 في جرميستون،[بحاجة لمصدر] جنوب أفريقيا) لاعب كرة قدم جنوب أفريقي دولي من أب جنوب أفريقي وأم لبنانية يلعب في مركز قلب الدفاع.
انتقل وهو في سن العاشرة مع أبويه إلى جوهانسبورغ جنوب أفريقيا لتبدأ حكايته مع الكرة مع نادي كايزر تشيفز
ومنه إلى نادي أورلاندو بايرتس الذي كان بوابته إلى العالمية ليتلقفه كشافو نادي مرسيليا عام 1996 ليشارك معهم في دوري أبطال أوروبا ويسجل هدفاً أسطورياً من زاوية ضيقة فاز به فريقه على تشلسي 1-0 لينتقل إلى صفوف الأخير في موسم 1999-2000 بعقد إعارة لمدة 6 أشهر ومنه إلى واتفورد
وبعد رحلة حافلة في ملاعب أوروبا قرر خوض تجربة احترافية في وطنه الأم لبنان مع نادي أولمبيك بيروت عام 2002 بصفقة بلغت مليون دولار وهي الصفقة الأكبر بتاريخ الكرة اللبنانية ويفوز معه ببطولة الدوري والكأس ليعود إلى ملاعب أوروبا من بوابة نادي أوليمبياكوس اليوناني ثم نادي أوفي كريت قبل أن يعتزل متأثراً بإصابة تعرض لها في مباراة ضد منتخب الباراغواي لكرة القدم في كأس العالم 2002.

## مع المنتخب
بدأت حكاية بيير فعلياً في مونديال 1998 أمام منتخب فرنسا لكرة القدم وخسر منتخب بلاده 0-3 بعد أن سجل بالخطأ الهدف الثاني للخصم إثر محاولته إبعاد رأسية تييري هنري وبالحصيلة لعب 47 مباراة دولية لمنتخب جنوب أفريقيا سجل فيها 3 أهداف

## وصلات خارجية
- بيير عيسى على موقع الاتحاد الدولي (مؤرشف)  (الإنجليزية)
- بيير عيسى على موقع إي إس بي إن إف سي (الإنجليزية)
- بيير عيسى على موقع قاعدة بيانات كرة القدم.إي يو (الإنجليزية)
- بيير عيسى على موقع ليكيب (الفرنسية)
- بيير عيسى على موقع ناشيونال فوتبول تيمز (الإنجليزية)
- بيير عيسى على موقع عالم كرة القدم.نت (الإنجليزية)